# Tannura
La tannura è un fornello a legna o carbone portatile (simile ad un piccolo barbecue), generalmente realizzato in ferro, tipicamente usato in Sicilia, essenzialmente come attrezzo da cucina. Di forma cubica e sorretto su quattro piedi, è costituito da una camera con sportellino frontale di accesso, sovrastata da una griglia asportabile munita di sponde per il contenimento della brace. È la cosiddetta "fornacella" a carbone che si usava in Sicilia fino ai primi anni del secondo dopoguerra. Di solito veniva costruita in muratura oppure in pietra e sistemata accanto al forno a legna che non mancava mai nelle case siciliane.
Con lo stesso nome si indica anche un fornello a lenta combustione di segatura pressata, in uso dai falegnami nel palermitano per mantenere liquida la colla a caldo.

## Etimologia
Il nome è un relitto dall'arabo تنور (tannūr), il quale ha anche continuatori iberici in altro senso ed è entrato nella lingua degli alchimisti (cfr. atanor "fornello degli alchimisti").

## Funzionamento
Nella camera inferiore si immettono frammenti di legno o paglia di facile accensione per attizzare il carbone (carbonella) posto sulla griglia sovrastante; la ventilazione, che può anche essere forzata con un mantice o un ventaglio, favorisce la più rapida e più intensa combustione della carbonella quando lo sportellino è aperto; nella stessa camera si raccolgono per caduta le ceneri di combustione. Nella parte superiore, sulle sponde, si pone il contenitore per la cottura dei cibi, che può essere una pentola (in siciliano pignata), una padella (in siciliano paredda o padedda), una griglia o una graticola (in siciliano rarigghia, radigghia).
La tannura viene chiamata anche cufuneddru, cufuni, fornellu o fucuni.